# Diócesis de Caliabria
La diócesis de Caliabria fue una sede episcopal católica erigida en la Hispania visigoda en el siglo VII, desaparecida en el siglo VIII, restaurada y trasladada a la de Ciudad Rodrigo en el siglo XII, y nuevamente fundada como sede titular en el siglo XX.

## Situación geográfica
Perteneció a la provincia eclesiástica de Lusitania, aunque su ubicación exacta se desconoce: el parroquial suevo y las actas del concilio de Lugo del año 569, anteriores a la fundación de la diócesis, mencionan la villa de Caliabria como perteneciente al obispado de Viseo; 
la hitación de Wamba, documento supuestamente datado en el año 675 cuya autenticidad está todavía en entredicho, señala que comprendía las poblaciones «desde Sorta hasta Albeniam, y desde Soto hasta Faram», aunque también se desconoce la situación de estos pueblos; 
las crónicas medievales, entre ellas el Liber chronicorum del obispo de Oviedo Pelayo, el Chronicon mundi de Lucas de Tuy y la Estoria de España de Alfonso X, la situaron en el actual Montánchez; 
autores posteriores la ubicaron en Almendra,
Fermoselle, 
o al oeste de Ciudad Rodrigo, entre los ríos Coa y Águeda.

## Cronología
Aunque los falsos cronicones la mencionan como sede episcopal desde el siglo V y las leyendas hablan de la presencia allí de san Apolinar en las mismas fechas, 
la primera aparición documentada de esta diócesis en la historiografía data del IV Concilio de Toledo celebrado en el año 633, en el que su obispo Servus Dei confirmó con una antigüedad superior a la de otros 32 prelados, 
por lo que se la supone erigida a comienzos del reinado de Suintila (621-631), 
aunque otros autores sugieren que pudiera haber habido un obispo anterior a éste, y que la diócesis pudo haber sido instituida durante el reinado de Witerico (603–610). 
La última noticia de esta diócesis datada en tiempo de los godos es la asistencia de su obispo Ervigio al XVI Concilio de Toledo del año 693; se supone que el obispado desapareció tras la invasión musulmana del 711.
En el año 1168, después de haber reconquistado el territorio a los musulmanes, el rey Fernando II de León restauró el obispado como sufragáneo de Santiago de Compostela, del que era arzobispo Pedro Suárez de Deza. Aunque la sede episcopal fue fijada en Ciudad Rodrigo, probablemente por hallarse destruida la población de Caliabria, el obispo Domingo nombrado a tal efecto continuó llevando el título de caliabrense. 
En 1175, muerto Domingo, su sucesor Pedro Daponte obtuvo bula del papa Alejandro III confirmando la erección de la diócesis de Ciudad Rodrigo, considerada sucesora de la de Caliabria.
En 1969 fue nuevamente restaurada como diócesis titular.